# Glendale (Colorado)
Glendale è un centro abitato (city) degli Stati Uniti d'America, situato nella contea di Arapahoe dello Stato del Colorado. Nel censimento del 2000 la popolazione era di 4.547 abitanti.

## Geografia fisica
Secondo i rilevamenti dell'United States Census Bureau, Glendale si estende su una superficie di 1,4 km².